# Lowata bifasciata
Lowata bifasciata är en insektsart som beskrevs av Irena Dworakowska 1977. Lowata bifasciata ingår i släktet Lowata och familjen dvärgstritar.
Artens utbredningsområde är Vietnam. Inga underarter finns listade i Catalogue of Life.